# Joan Francesc Mira
Pour les articles homonymes, voir Mira.
Joan Francesc Mira i Casterà, né à Valence (Espagne) en 1939, est un écrivain, traducteur, anthropologue et militant politique espagnol d'expression catalane. Auteur d'une œuvre variée, il est l'un des principales figures intellectuelles du valencianisme moderne et une figure de premier plan de la culture catalane en général.

## Biographie
Il naît le 3 décembre 1939 à Valence, dans le quartier de la La Torre (es) (district de Pobles del Sud (ca)), où il passe son enfance,.
En 1960, il obtient une licence en philosophie et lettres à l'université pontificale grégorienne de Rome (Italie),. Deux ans plus tard, il obtient le même diplôme délivré par l'université de Valence, où il obtient un doctorat en 1971,.
Il travaille ensuite avec le Laboratoire d'anthropologie sociale de l'université de la Sorbonne,.
À la fin de la décennie, il est professeur invité à l'université de Princeton,.
Entre 1980 et 1984 il dirige l'Institut valencien de sociologie et d'anthropologie sociale,.
En 1982, il fonde le musée d'ethnologie de Valence, qu'il dirige pendant deux ans,.
En 1991 il reçoit la Creu de Sant Jordi qui récompense son action civique. La même année il devient professeur de grec ancien à la nouvelle université Jaume I de Castellón,.
Il prend la succession de son fondateur Joan Fuster à la tête d'Acció Cultural del País Valencià, qu'il préside entre 1992 et 1999, puis de nouveau à partir de 2012 à la suite d'Eliseu Climent.
Il est membre de l'Institut d'Estudis Catalans à partir de 1999,.
Le 12 mars 2016, il est élu à l'unanimité membre de l'Acadèmia Valenciana de la Llengua.

### Militance politique
Il a successivement milité dans les rangs du PSV (parti clandestin durant le franquisme), du PSPV, UPV puis le Bloc nationaliste valencien. En 1999 il est sans succès candidat aux Cortes valencianes de la plateforme Valencians pel Canvi.

## Réflexions sur le nationalisme et l'identité valencienne
Il est l'une des principales figures intellectuelles et théoricien du valencianisme moderne, qu'il aborde de façon critique dans plusieurs ouvrages, notamment Crítica de la nació pura (« Critique de la nation pure », 1985), où il mène une réflexion générale sur le concept de nation, et Sobre la nació dels valencians (« Sur la nation des Valenciens », 1997), deux essais qui s'avèreront très influents,. De façon générale, une grande partie de son œuvre constitue une réflexion multidisciplinaire sur l'identité valencienne.
S'appuyant sur les thèses fustériennes, Mira considère que le concept de Pays catalans ne fait pas référence à une nation politique mais désigne plutôt d'une aire historique et linguistique ; un espace moderne de relations culturelles et d’intérêts divers (économiques, par exemple), liés ou partagés. Mira part du principe que « l'héritage historique », la continuité culturelle, la langue, etc., seront mieux sauvegardés et se développeront mieux dans un espace catalan partagé sur un pied d'égalité que dans un espace castillano-espagnol où la région aura toujours une importance marginale, périphérique. La racine de la question nationale valencienne serait, :
« [...] no que un sector més gran o petit de ciutadans -sovint lligats a la vida cultural o acadèmica- pensen que a més de ser en primer lloc i sobretot valencians són també més o menys catalans, sinó que una grandíssima majoria no pensen prou que són valencians, i pensen massa que són espanyols. »
« [...] non pas qu'un secteur plus ou moins grand de citoyens — souvent liés à la vie culturelle ou universitaire — pensent qu'en plus d'être en premier lieu et surtout valenciens, ils sont aussi plus ou moins catalans, mais plutôt qu'une immense majorité ne pensent pas suffisamment qu'ils sont valenciens, et pensent trop qu'ils sont espagnol. »
Ainsi, si le catalanisme a réussi à Valence, ce n’est pas « en tant que nationalisme catalan mais en tant que réactivation de la conscience, de la langue, de la culture et de l’identité valenciennes, ».

## Œuvre littéraire
Joan Francesc Mira est l'auteur de dizaines d'ouvrages. Sur le plan littéraire il a cultivé une grande variété de genres.
Avec El bou de foc (« Le taureau de feu », 1974) et Els cucs de seda (« Les vers à soie », 1975), Joan Francesc Mira entame un travail de construction, celui de la mémoire d’une ville, d’une société, qui il fait du territoire valencien un espace littéraire . Cette grille de lecture est applicable à une grande partie de son œuvre : l’écriture mémorielle que l’on retrouve dans El tramvia groc (« Le Tramway jaune », 2013) ou Tots els camins (« Toutes les chemins », 2020) ; des livres comme València per a visitants i veïns(« Valence pour visiteurs et résidents », 1999), Els Borja: família i mite (« Les Borgia : famille et mythe », 2000) ; La prodigiosa història de Vicent Blasco Ibáñez (« L'histoire prodigieuse de Vicent Blasco Ibáñez », 2004), Sant Vicent Ferrer: vida i llegenda d'un predicador (« Saint Vincent Ferrier : vie et légende d'un prédicateur », 2002) ;  Vida i final dels moriscos valencians (« Vie et fin des Morisques valenciens », 2009), portant sur des figures clés de l'identité valencienne ; les narrations emplissant de voix l'histoire de l'Horta et de la ville de Valence dans une langue littéraire authentique et familière, mais précise, comme dans Els cucs de seda, ainsi que dans le genre romanesque . Tous les versants de son écriture contribuent à recréer historiquement et à transformer l’expérience quotidienne pour la constitution ou la systématisation d’une « communauté imaginée ». Un espace littéraire en lien avec son œuvre et son travail anthropologique (Els valencians i la terra [« Les Valenciens et la terre »], 1978) et avec la direction du Musée ethnologique de Valence (1982-1984), qui se fixait pour but d' alerter sur ce qu'avait été la culture sociale valencienne pendant des siècles, alors qu'elle s'effondrait à cause de l'extension de la technologie industrielle et à réveiller, depuis un espace représentatif, les consciences des participants territoire pays qui perdait sa saveur particulière, avec un sentiment de besoin d'une rectification urgente .
La double condition, collective et individuelle, de l'être humain, toujours explicitée dans le récit de Mira, génère des tensions, que Norbert Elias nomme des « impulsions contraires » dans La Société des individus, qui sont une conséquence des relations d'identification et de différence qui construisent le sujet . Cette scission, l’un des thèmes les plus abordés dans la littérature du moi, se retrouve chez Mira. Ses personnages  seront caractérisés par le fait qu'ils projettent ces tensions internes autour de l’espace. Valence et l'Horta ne sont pas un simple décor, ils deviennent les personnages principaux de certaines œuvres. Leurs territoires et leurs voix sont le présent et la mémoire d’une société qui permet et simultanément explique l’émergence d’un sujet quasiment autobiographique. Toutefois ce n’est qu’une partie de l’histoire, et les autres œuvres vont en sens inverse : la mémoire de ces territoires est aussi le résultat de l’écriture, du regard de l'auteur.

### El professor d'història(2008)
El professor d'història (Proa, 2008) est l'histoire de Manuel Salom, professeur qui donne un cours d'histoire après avoir subi un accident, dont les contrecoups le conduisent à mener tout un tas de réflexions atypiques sur l'histoire. Il médite sur le passé d'une ville, Valence, qui lui apparaît avec une identité défigurée, sur le plan architectural comme dans les nouveaux modes de vie qu'il considère comme étranges. Salom voit la ville comme un labyrinthe et sa société, pleinement moderne et civilisée, s'oppose frontalement à l'idée moderne de la civilisation comme un paradis. Le progrès technologique et économique n’a pas conduit au bien-être ni au bonheur. Le bien-être économique individuel et immédiat a été acheté au prix de l’autodestruction. Les nouvelles avenues « mai no formaran un carrer, mai no seran carrers dels que entre tots formen una ciutat » (« ne formeront jamais une rue, elles ne seront jamais des rues de celles qui, toutes ensemble, forment une ville »),. L'évolution de la ville est orientée vers la destruction, ine idée que l'on retrouve dans un article écrit par Mira pour El País en 2014, :
« Després, però, va arribar la barbàrie a la ciutat, i es van dedicar a destruir- la, a construir-hi edificis lletjos i vulgars que trencaven amb el seny i amb l'harmonia. Fins i tot van destruir una singularitat excepcional com el recinte de l'hospital medieval i renaixentista. I aquesta mena de destrucció l'han feta tots els qui han manat a València: monàrquics, republicans, franquistes, socialistes, tots. No han tingut mai una idea de ciutat històrica i europea, sinó una espècie d'al·lucinació entre destructiva i extraterrestre. [...] Per a ells, els uns i els altres, la modernitat no és Amsterdam, ni Estocolm, ni Florència..., sinó aquesta imatge extravagant de construcció desmesurada on mana el ciment i l'asfalt. »
« Mais ensuite, la barbarie est arrivée dans la ville, et ils se sont consacrés à la détruire, à y construire des bâtiments laids et vulgaires qui rompaient avec le bon sens et l'harmonie. Ils ont même détruit une singularité exceptionnelle comme le complexe de l'hôptile du Moyen-âge et de la Renaissance. Et ce genre de destruction, ce sont ceux qui ont commandé à Valence qui l'ont fait : monarchistes, républicains, franquistes, socialistes, tous. Ils n'ont jamais eu l'idée d'une ville historique et européenne, mais plutôt une sorte d'hallucination entre destructrice et extraterrestre. [...] Pour eux, les uns et les autres, la modernité n'est ni Amsterdam, ni Stockholm, ni Florence... , mais plutôt cette image extravagante d'une construction excessive où règnent le ciment et l'asphalte. »

### El tramvia groc(2013)
Dans El tramvia groc (« Le Tramway jaune », 2013), Joan Francesc Mira retrouve un temps perdu, une enfance, une culture et un univers où murissent sa personnalité et sa manière d'être, qui survivront jusqu'à l'âge adulte. Il décrit, par exemple, les jours où il devait arroser le potager, avec le gardien et M. Manuel el Callós, la joie qu'il ressentait en voyant l'eau entrer dans le potager, la sensation qu'il avait lorsqu'il marchait pieds nus le long du filet d'irrigation en sentant la force de l'eau entre ses chevilles et ses genoux, la norme intouchable et profonde des droits de la terre qui, dans la bouche des adultes, sont sacrés. Pour lutter contre la pensée collective imposée par divers moyens pour annihiler l'originalité des sensations et contrôler la présence des personnes dans le monde, il faut regarder ce que normalement on ne regarderait pas, prêter attention aux choses les plus banales et ordinaires, car rien n'est anecdotique, ce sont seulement des cultures dominantes qui nous exilent de nous-mêmes et des autres, une perte de sens qui représente une suspension de la conscience et un déclin de l'existence :
« La meua capacitat per preservar intactes aquells moments puntuals de la infantesa que es poden reviure complets amb olors, sensacions, emocions i colors, és més aviat limitada i frustrant, però aquells viatges amb l'entauladora, entre les cames d'un home i les potes d'un cavall, em degueren deixar uns senyals tan profunds i tan clars com els viatges penjat a l'estrep o en la plataforma oberta del tramvia. »
« Ma capacité à préserver intacts ces moments spécifiques de l'enfance qui peuvent être revécus entièrement avec des odeurs, des sensations, des émotions et des couleurs, est plutôt limitée et frustrante, mais ces voyages avec l'entauladora [outil traditionnel pour travailler la terre], entre les jambes d'un homme et les pattes d'un cheval, ont dû me laisser des signes aussi profonds et aussi clairs que les trajets suspendus à l'étrier ou sur la plateforme ouverte du tramway. »
Dans El tramvia groc, les espaces qui apparaissent sont des lieux réels, documentés et font référence à un territoire très concret. Le sujet, en se construisant à travers le langage et l’espace, expose son rapport à la société, au monde et propose une manière de le comprendre. Cette dialectique a un caractère transitif qui affecte le lecteur qui habite le même territoire et utilise la même langue. Les évocations amorcent un voyage vers le souvenir, vers ce qui est perdu ou a été abandonné. Cet espace originel est ce qui permet à chacun de devenir habitant, membre d'une communauté, :
« La meua petita persona, la meua vida i la meua memòria, com la vida i memòria de tots els humans, no es pot entendre sense una geografia concreta amb molt segles d'història acumulada, d'història humana i d'història natural. »
« Ma petite personne, ma vie et ma mémoire, comme la vie et la mémoire de tous les humains, cela ne peut être compris sans une géographie concrète avec de nombreux siècles d'histoire accumulée, d'histoire humaine et d'histoire naturelle. »
Mira écrit pour garder de cette mémoire de la ville qui disparaît, substituée par des bâtiments sans caractère et des espaces sans capacité d’évocation, et tout un éventail de coutumes, d’estampes, de scènes, de tableaux, de relations, qui s'est dilué ou se diluera vraisemblablement au fil du XXIe siècle, avec pour conséquence la disparition de toute une série de référents humains, de paysages et d’une culture de la vie et de la joie, que l'époque moderne a minimisée, :
« El meu espai, doncs, era l'horta, era el camp, però amb tramvia urbà a la porta de casa. I ara no és ni ciutat ni camp, només una destrucció insensata, cases tancades i buides esperant convertir-se en solars, enormes blocs impersonals de pisos, [....] Vaig passejar llargament pel vell Camí Reial i pels antics camins que eixien de la Torre cap a Paiporta o cap a Castellar, pel camí de l'Alqueria de l'Alba, pel camí vell de Picassent, i tot era desolació i apagament implacable de la vida d'aquesta horta nostra, en altre temps única i bellíssima, no l'evolució i el progrés sino l'anihilació programada d'una cultura clàssica sencera [...] Com si haguera sigut impossible evitar tota aquella ruïna, com si aquell patrimoni no fóra una vella cultura que calia preservar amb tot l'amor, la dedicació, els plans i els recursos que hagueren fet falta. Però en aquest país nostre -sobretot per als seus governants ignorants, d'esquerra o de dreta - invertir en cultura vol dir construir museus d'art contemporani, planetaris hemisfèrics, aquaris oceànics i altres projectes igualment sumptuosos i espectaculars. Així és com va, i qui no s'hi sotmet amb el cor i amb la ment és que no entén encara la modernitat. Com si la modernitat, el benestar, i tot això que en diuen el progrés, hagueren de suposar necessàriament la destrucció d'un dels més singulars, bells i densos paisatges humans, allò que els valencians hem sabut produir com a cosa única i pròpia. I el triomf definitiu de la lletjor. »
« Mon espace, donc, c'était la huerta, c'était la campagne, mais avec un tramway urbain devant ma porte. Et maintenant ce n'est plus ni ville ni campagne, seulement une destruction insensée, des maisons fermées et vides qui attendent de devenir des terrains, d'énormes immeubles impersonnels, [...] J'ai marché longtemps sur la vieille Route Royale et sur les vieilles routes qui partaient de la Torre vers Paiporta ou vers Castellar, sur la route de l'Alqueria de l'Alba, sur la vieille route de Picassent, et tout n'était que désolation et extinction implacable de la vie de cette huerta qui était la nôtre, en d'autres temps unique et ravissante, non pas évolution et progrès mais l'anéantissement programmé de toute une culture classique [...] Comme s'il avait été impossible d'éviter toute cette ruine, comme si cet héritage n'était pas une vieille culture qu'il fallait préserver avec tout l'amour, le dévouement, les plans et les ressources qui auraient été nécessaires. Mais dans notre pays — surtout pour ses dirigeants ignorants, de gauche ou de droite — investir dans la culture signifie construire des musées d’art contemporain, des planétariums hémisphériques, des aquariums océaniques et d’autres projets tout aussi somptueux et spectaculaires. C'est ainsi que cela se passe, et qui ne s'y soumet pas avec son cœur et son esprit ne comprend pas encore la modernité. Comme si la modernité, le bien-être et tout ce qu'on appelle [ou 'ils appellent'] progrès devaient nécessairement signifier la destruction d'un des paysages humains les plus singuliers, les plus beaux et les plus denses, ce que nous, Valenciens, avons su produire comme quelque chose d'unique et de propre. Et le triomphe définitif de la laideur. »

### Traductions
Mira est également traducteur en catalan de plusieurs classiques dont la Divine Comédie (La Divina Comèdia, 2001),, les Évangiles (Evangelis, 2004),, l'Odyssée (Odissea, 2011), et Le Tramway de Claude Simon (El tramvia, 2001).

## Publications

### Romans
- El bou de foc (1974)
- Els cucs de seda (1975)
- El desig dels dies (1981)
- Viatge al final del fred (1983)
- El treballs perduts (1989)
- Borja Papa (1996)
- Purgatori (2002)
- El professor d'història (2008)

### Nouvelles
- Quatre qüestions d'amor (1998)
- Els cucs de seda (1975)

### Essais, études, biographies
- Som. Llengua i Literatura (1974)
- Un estudi d'antropologia social al País Valencià (1974)
- Els valencians i la terra (1978)
- Introducció a un País (1980)
- Població i llengua al País Valencià (1981)
- Crítica de la nació pura (1985)
- Hèrcules i l'antropòleg (1994)
- Sense música ni pàtria (1995)
- Sobre la nació dels valencians (1997)
- Cap d'any a Houston (1998)
- Els Borja. Família i mite (2000)
- Sant Vicent Ferrer. Vida i llegenda d´un predicador (2002)
- La prodigiosa història de Vicent Blasco Ibáñez (2004)
- Vida i final dels moriscos valencians (2009)

### Traductions
- Borja Papa (1997)
- Valencia para visitantes y vecinos (1999)
- El tramvia (2001)
- La divina comèdia (2001)
- Evangelis (2004)

## Prix
- 1974 : Premi Andròmina de narrativa[1]
- 1984 : Premi Joan Fuster d'assaig[1]
- 1985 : Prix de la critique Serra d'Or, modalité essai
- 1985 : Prix Lletra d'Or du meilleur livre de l'année
- 1991 : Creu de Sant Jordi[8]
- 1996 : Premi Crexells-Ateneu de Barcelona
- 1996 : Premio Nacional de la Crítica, pour Borja papa
- 2001 : Prix de la critique Serra d'Or[1], mention traduction de poésie
- 2001 : Medalla d'Or de la Ciutat de Florència
- 2001 : Premio Nacional de Traducción
- 2002 : Prix Sant Jordi du roman
- 2003 : Premi de la Crítica de narrativa catalana, pour Purgatori
- 2004 : Prix d'honneur des lettres catalanes
- 2004 : Miquelet d'Honor de la Societat Coral el Micalet de Valence
- 2007 : Premi Jaume Fuster
- 2008 : Premi Maria Àngels Anglada de narrativa
- 2009 : Premi Joan Crexells de narrativa
- 2016 : Haute distinction de la Généralité valencienne en récompense de son travail littéraire[4]
- 2017 : Médaille de l'université de Valence[4]
- 2017 : Prix national de littérature de la Generalitat de Catalogne